# Jaunjelgava
Jaunjelgava (alemany: Friedrichstadt) és un poble del municipi de  Jaunjelgava, del qual és el centre administratiu, a Letònia. Està a la riba esquerra del riu Daugava a 15 km d'Aizkraukle i a uns 80 km de Riga.

## Història
Va ser una fortalesa a la regió de Selònia que va ser destruïda al segle xiii pels croats alemanys. Prop de l'any 1450 s'hi va construir una casa senyorial a uns tres km de l'actual ciutat. El 1590 el duc de Curlàndia Frederic Kettler va fundar el mercat de la ciutat. Aleshores prop de seixant famílies hi vivien. La ciutat va ser devastada el 1621 durant la guerra polono-sueca. Es va restablir com a ciutat el 1646 amb el nom de Friedrichstadt. El 1710 va patir la pesta i el 1831 i 1848 el còlera. A més a més, hi va haver grans incendis a la ciutat. Tanmateix, va anar creixent i va arribar a ésser la seu del districte des de 1795 a 1924. Després de l'obertura de la línia ferroviària Riga- Daugavpils el 1861, la via fluvial del riu Daugava, va perdre importància.